# Helvetica Neue

Diseñador: D. Stempel AG
Empresa: Linotype
Estilo: sans-serif
Año: 1983

Helvetica Neue es un tipo de letra sans serif (Clasif. Vox: Lineale B Neo-Grotesque), que fue diseñada por Max Miedinger [cita requerida] para la fundición de tipografías Haas'sche Schriftgießerei. Fue el tipo de letra más importante de la época de la posguerra.
La versión Neue supone una revisión importante del trazado original, con una estructura más unificada de alturas y anchuras, cuyo desarrollo corresponde a D. Stempel AG, el hijo del director de Linotype[cita requerida].
El estudio fue a cargo de Wolfgang Schimpf, asistido por Rinhard Haus. El mánager del proyecto fue René Kerfante. Entre los cambios más significativos podemos incluir una mejor legibilidad, más espacios entre números, marcas de puntuación más fuertes y un diseño más actual. 

## Comparativa Helvetica con Helvetica Neue
Lista de cambios:
- El perfeccionamiento de los caracteres. Se han cambiado, sutilmente, una serie de caracteres para ser más coherentes y más armoniosos con las características de diseño global, así como para mejorar la legibilidad. Por ejemplo, se ampliaron las barras transversales a la "f" y "t" minúscula para mejorar el reconocimiento de los caracteres en el texto.

- Mejor puntuación. Algunos elementos de puntuación han sido rediseñados para mejorar el equilibrio y la mejora de los resultados en la reproducción.

- Pesos adicionales. Toda la familia Helvetica Neue incluye ocho pesos más en cursiva para el tipo regular y oblicuos para las versiones ampliadas, así como nueve pesos más en los oblicuos para la versión condensada. También hay una versión de contorno en negrita con el ancho normal. El total resultante es de 51 pesos – muchos más que en la familia original.

- Nuevo sistema de numeración. Cada peso se identifica por un nombre -, además del nombre de peso - para facilitar la consulta, similar a la de Univers® y Frutiger ®.

- Ajustes de tapa y altura. La altura de la tapa es coherente en toda la familia, la corrección sutil de las diferencias en la versión anterior. La altura se ha ajustado para parecer visualmente la misma en todos los pesos. Las alturas en las versiones anteriores eran de la misma altura pero ya que el tipo tiende a mirar más corto, ya que se vuelve más pesada, la nueva altura compensa esta ilusión óptica.

Muestra de los distintos tamaños de Helvetica Neue

## Aplicación de la tipografía Helvetica en marcas corporativas
Tanto Helvetica como Helvetica Neue han sido y son unas de las tipografías más reconocidas por los diseñadores a la hora de confeccionar logotipos comerciales y corporativos.
Ejemplos:

Logo 3M
Logo Jeep
Antiguo logo de Microsoft

Apple Inc. ha usado Helvetica en su sistema operativo Mac OS X, iOS (antes iPhone OS), y el iPod. Con iPhone 4 y su incremento de resolución Retina Display usa Helvetica Neue. También iOS 7 usa Helvetica Neue como su fuente principal.
El diario El País usa Helvetica Neue Extra Black Condensed. El Adelanto de Salamanca y El Mundo Helvetica Bold. Los diarios El Periódico de Catalunya, Córdoba, Jaén y Levante-EMV Helvetica Neue Bold.
Twitter usa Helvetica Neue para la version Web de su Red Social.